# Бевања
Бевања (итал. Bevagna) је насеље у Италији у округу Перуђа, региону Умбрија.
Према процени из 2011. у насељу је живело 2705 становника. Насеље се налази на надморској висини од 220 м.

## Становништво
| 1931. | 1936. | 1951. | 1961. | 1971. | 1981. | 1991. | 2001. | 2011. |
| ----- | ----- | ----- | ----- | ----- | ----- | ----- | ----- | ----- |
| 6.865 | 7.167 | 6.964 | 5.759 | 4.769 | 4.610 | 4.614 | 4.799 | 5.074 |